# Coelotes rugosus
Coelotes rugosus là một loài nhện trong họ Amaurobiidae.
Loài này thuộc chi Coelotes. Coelotes rugosus được Jia-Fu Wang, Peng & Joo-Pil Kim miêu tả năm 1996.